# Інститутська, 22/7
Будинок № 22/7 — житлова споруда, яка розташована уздовж Інститутської вулиці і займає квартал між Шовковичною та Липською вулицями.
Наказом Міністерства культури і туризму України № 747/0/16-06 від 7 вересня 2006 року внесена до держреєстру пам'яток архітектури місцевого значення (охоронний номер 407).
Пам'ятка — зразок споруд у конструктивістському стилі в Києві, яка характеризує творчі пошуки архітекторів у 1930-х роках.

## Історія ділянки

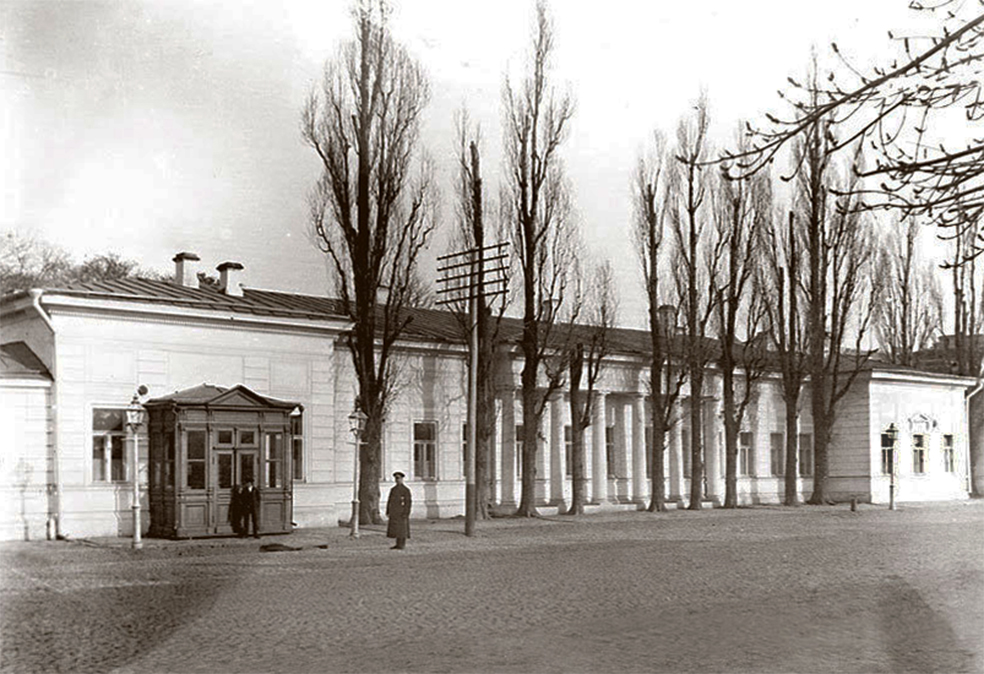
Садиба губернатора на сучасній ділянці № 22/7

У 1830-х роках садиба належала фельдмаршалу  Фабіану Остен-Сакену, який придушив антиімперське Листопадове повстання 1831 року в Київській, Подільській і Волинській губерніях. З другої половини ХІХ сторіччя будинок займав цивільний губернатор. Згодом тут тимчасово розмістився Інститут шляхетних панянок.

## Будівництво і використання будівлі

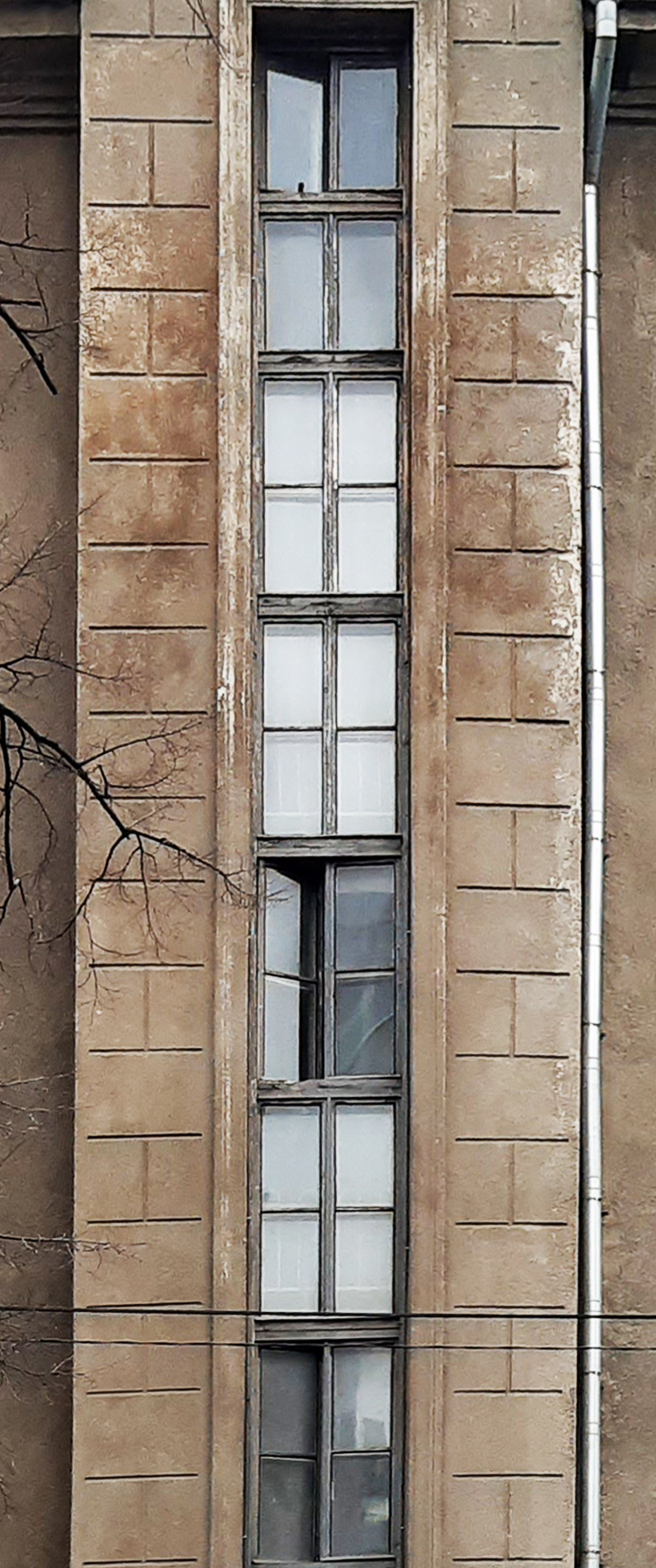
Вертикаль суцільно заскленої сходової клітки

Після перенесення в 1934 році столиці України з Харкова до Києва перебралося республіканське партійне і радянське керівництво. Виникла нагальна потреба в забезпеченні їх житлом. Будинок цивільного губернатора розібрали і розчистили ділянку під будівництво.
У будинку мешкав Андрій Ніковський (1885—1942), публіцист, міністр закордонних справ в уряді УНР, активний член ТУП і УПСФ, засуджений 1930 року у справі Спілки визволення України.

## Архітектура

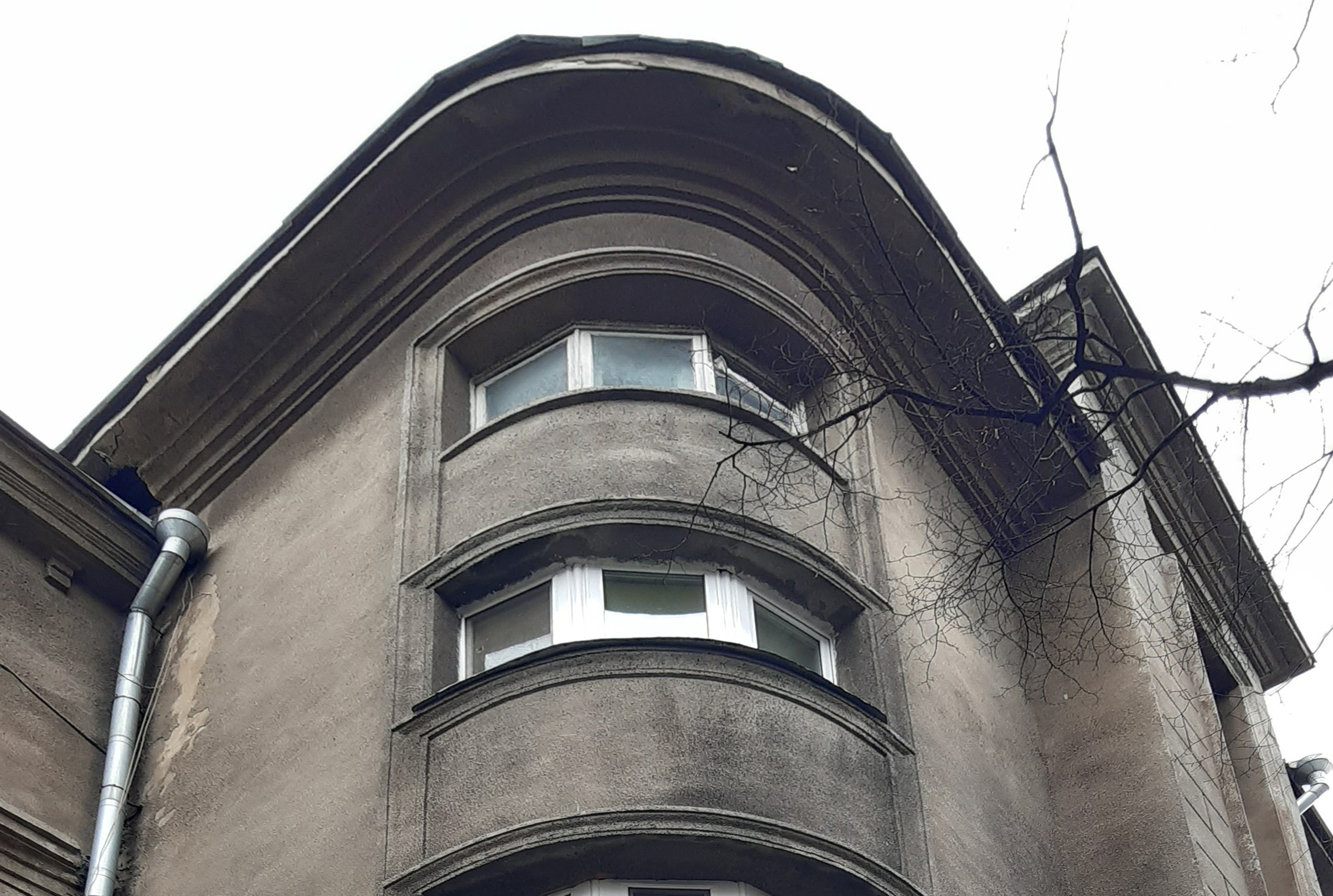
Заокруглене наріжжя

П'ятиповерхова, цегляна із тинькованими чоловими фасадами споруда має складну в плані конфігурацію, систему поздовжніх тримальних стін, десять секцій, згрупованих у сім житлових блоків чотирьох типів. У будинку розміщені одно-, дво-, три- і п'ятикімнатні квартири.
Будівля зведена з урахуванням інсоляції, тому крила спроєктовані ідентично, але не дзеркально. Водночас у цілому дотримано симетричність планування щодо центральної осі композиції.
З боку Інститутської вулиці центральною віссю виступає ризаліт, який фланкований двома вертикалями суцільно засклених сходових кліток. Його фасад збагачений заокругленими наріжними вікнами.
Ризаліт і бокові крила утворюють невеликі курдонери. У цілому вздовж Інститутської вулиці композиція поділена на п'ять самостійних частин.